# لوتس إليتر
لوتس إليتر هي سيارة كهربائية كروس أوفر فاخرة من إنتاج شركة لوتس البريطانية، تم الكشف عنها لأول مرة في 29 مارس 2022.